# EBF1
EBF1‏ (Early B cell factor 1) هوَ بروتين يُشَفر بواسطة جين EBF1 في الإنسان.